# French Open 1954 (Badminton)
Die French Open 1954 im Badminton fanden vom 2. bis zum 4. April 1954 in Paris statt. Es war die 26. Auflage des Championats.

## Finalresultate
| Disziplin    | Sieger                              | Finalist                       | Ergebnis   |
| ------------ | ----------------------------------- | ------------------------------ | ---------- |
| Herreneinzel | Alistair McIntyre                   | Michel Le Renard               | w/o        |
| Dameneinzel  | Elisabeth O’Beirne                  | Jenifer Peters                 | 11–6, 11–2 |
| Herrendoppel | Ralph Nichols Geoffrey J. Fish      | Pierre Lenoir Ghislain Vasseur | 15–6, 15–6 |
| Damendoppel  | Elisabeth O’Beirne Marie Rose Wyatt | Noëlle Ailloud Jenifer Peters  | 15–2, 15–4 |
| Mixed        | Ralph Nichols Elisabeth O’Beirne    | Henri Pellizza Noëlle Ailloud  | 15–4, 15–8 |